# Nashua (Montana)
Nashua város az Amerikai Egyesült Államok Montana államában, Valley megyében. Lakosainak száma 301 fő (2020. április 1.).

## Népesség
A település népességének változása:

| 2010 | 290 |
| 2020 | 301 |